# Ведерников, Юрий Александрович
Юрий Александрович Ведерников (30 декабря 1945 года, посёлок Лесозавод, Тюменская область — 12 марта 2007 года, Новосибирск) — советский и российский учёный в области механики, изобретатель, популяризатор науки, писатель и поэт. Член Союза писателей России (1996), член Союза журналистов России (2002).

## Биография
Окончил Казанский авиационный институт (1968). Печатался как поэт с 1966 года.
Кандидат физико-математических наук.
С 1968 года в Новосибирском академгородке. Работал в Институте теоретической и прикладной механики (1968—1971 и с 1986), Институте прикладной физики (1971—1986), Институте математики и ВЦ Сибирского отделения Академии наук СССР. Старший научный сотрудник, доктор технических наук (2000). Член КПСС (1974—1986).
Один из основателей (19 марта 1979 года) и руководителей (вместе с С. Гольдиным) Клуба научно-художественных контактов «Творчество» при газете «Наука в Сибири». Был близким другом А. И. Плитченко.
Совместно с адмиралом Георгием Мигиренко учредил Ломоносовский фонд для возрождения лучших традиций науки, культуры и просвещения. Главный редактор журнала «Большая медведица»
Похоронен на Южном кладбище (уч. У) в Новосибирске.